# Distretto di Punta Hermosa
Il distretto di Punta Hermosa (spagnolo: Distrito de Punta Hermosa) è un distretto del Perù che appartiene geograficamente e politicamente alla provincia e dipartimento di Lima.